# Encanto (film)
Encanto je americký animovaný film studia Walt Disney Pictures a režisérů Byrona Howarda a Jareda Busha. Hlavní postavy namluvili Stephanie Beatriz, María Cecilia Botero, John Leguizamo, Mauro Castillo, Jessica Darrow, Angie Cepeda, Carolina Gaitán, Diane Guerrero a Wilmer Valderrama. V roce 2022 získal Oscara v kategorii Nejlepší celovečerní animovaný film.

## Obsazení
- Stephanie Beatriz jako Mirabel Madrigal
- María Cecilia Botero jako "Abuela" Alma Madrigal
- John Leguizamo jako Bruno Madrigal
- Mauro Castillo jako Félix Madrigal
- Jessica Darrow jako Luisa Madrigal
- Angie Cepeda jako Julieta Madrigal
- Carolina Gaitán jako Pepa Madrigal
- Diane Guerrero jako Isabela Madrigal
- Wilmer Valderrama jako Agustín Madrigal
- Rhenzy Feliz jako Camilo Madrigal
- Ravi Cabot-Conyers jako Antonio Madrigal
- Adassa jako Dolores Madrigal
- Maluma jako Mariano Guzman

### Dabing[4]
- Vendula Příhodová jako Mirabel Madrigal
- Vlasta Peterková jako "Abuela" Alma Madrigal
- Ondřej Sokol jako Bruno Madrigal
- Ivana Korolová jako Isabela Madrigal
- Denisa Nesvačilová jako Luisa Madrigal
- Tereza Bebarová jako Julieta Madrigal
- Martin Trnavský jako Agustín Madrigal
- Eva Burešová jako Pepa Madrigal
- Ernesto Čekan jako Félix Madrigal
- Dagmar Sobková jako Dolores Madrigal
- Jan Bendig jako Camilo Madrigal
- Jonáš Theimer jako Antonio Madrigal
- Jan Kříž jako Mariano Guzman
- Radka Stupková jako Seňora Guzmánová
- Jan Vondráček jako Arturo
- Roman Štabrňák jako Osvaldo
- Kateřina Jindrová Zítková jako Señora Pezmuerto